# Ангел си ти
Ангел си ти (с болг. — «Ты ангел») — песня болгарского певца Миро (Мирослав Костадинов) на конкурсе «Евровидение-2010» в Осло, Норвегия.
«Ангел си ти» создана Миро в сотрудничестве с Михаилом Михайловым (текст песни), Георгием Андреевым (аранжировка) и Гордоном Дэвисом, работавший с такими артистами, как Дейв Стюарт, Уолтер Бойс, Робби Уильямс и многими другими.
В финале национального конкурса «Българската песен за Евровизия» («Болгарская песня для Евровидения») 28 февраля 2010 года, получив более 48 % голосов зрителей, «Ангел си ти» была выбрана в качестве песни для Евровидения от Болгарии.
В втором полуфинале конкурса Евровидение-2010 «Ангел си ти» заняла 15-е место, и не прошла в финал.